# Badens
Badens – miejscowość i gmina we Francji, w regionie Oksytania, w departamencie Aude.
Według danych na rok 1990 gminę zamieszkiwało 570 osób, a gęstość zaludnienia wynosiła 59 osób/km² (wśród 1545 gmin Langwedocji-Roussillon Badens plasuje się na 484. miejscu pod względem liczby ludności, natomiast pod względem powierzchni na miejscu 771.).